# Шведская марка

1 марка Сигизмунда III, 1592 год

Шведская марка (швед. svensk mark) — денежная единица Шведского королевства, которая чеканилась в период с 1536 по 1755 год. С 1620 года в государстве действовала биметаллическая монетная система, по которой оборотные монеты соответствовали по стоимости одновременно медной и серебряной весовым единицам. В 1776 году была проведена денежная реформа, по которой шведская валюта стала подчиняться единой весовой единице — серебряной марке. Из оборота была окончательно изъята оборотная марка и некоторые другие мелкие монеты.

## История
Первые монеты Швеции известны ещё с начала XI века. В те времена основная система чеканки развивалась только в Дании, поэтому Швеция и Норвегия долгое время использовали датские монеты. В середине XII века Швеция возобновляет собственную чеканку, но первые тонкие пеннинги (швед. penningar) не играли особой роли в денежном обращении государства. Однако постепенно серебряные пеннинги стали использовать даже в северной Скандинавии. В 1370 году начали чеканить монету эртруг (швед. örtug). После присоединения Швеции к Кальмарской унии все монеты начали чеканиться в Швеции только от имени датского короля. 1523 году под руководством короля Швеции Густава I Эриксона и благодаря многочисленной поддержке города Любек Швеции удалось победить датские войска, а Кальмарская уния потеряла смысл дальнейшего существования. Господство Дании в Швеции было окончательно прекращено, а для самого государства началась эпоха реформации. В 1522 году в обращении появляются первые послеуниевские монеты эре (швед. öre) с низким содержанием рудного серебра (отсюда и происходит название монеты — öre с нем. руда). 
В 1534 году в обороте появляются серебряные далеры (швед. daler), а в 1536 году чеканят серебряную марку. По курсу тех времен 192 пенинга = 64 эртуга = 8 эре = 1 оборотная марка = ⅓ далера. В 1548 году пеннинги прекращают чеканить, но используют как расчётную единицу до реформы 1776 года. В 1604 году серебряный далер заменили на риксдалер (швед. riksdaler). Риксдалер быстро становится основной денежной единицей для серебряного стандарта. В 1661 году риксдалеры чеканятся на монетном дворе в Гамбурге с более высоким содержанием серебра, чем на шведском. С 1654 года риксдалер обеспечивается золотой торговой валютой — дукатом — в соотношении 1 дукат = 8 риксдалеров, а впоследствии = 2 спейсдалеров.

## Двойной монетный стандарт
С 1620 года в Швеции были введены сразу две монетные системы: старая — базировалась на серебре и использовала за эталон кельнскую марку — и новая — основывалась на скандинавской медной марке. Вес кёльнской составлял 233,856 г, скандинавской — 218,3 г. Причина использования такого стандарта — недостаток серебра, в то время когда добыча меди была важной отраслью в Швеции и упоминается в документах с 1288 года. Таким образом, шведское правительство стремилось увеличить спрос именно на медь.
В 1644 году серебряный далер стоил 2½ медного далера, а с 1665 года — 3 медных далера. В то же время считалось нормой рассчитываться на рынке именно медными далерами. В период с 1664 по 1776 год чеканились медные платы-далеры для рыночных расчётов с другими государствами, но в соотношении с коммерческой стоимостью к серебряным далерам. Но медь была ниже в цене и чтобы чеканить медные монеты соответствующими по цене к серебряным, вес таких монет должен быть большой. Поэтому именно размер медных монет в соотношении к серебряным стал главным недостатком биметаллического стандарта. Основными трудностями была транспортировка весовой меди при уплате налогов населением к королевскую казну. Итак, используя двойной стандарт, шведская валюта того времени не была стабильной, курс этой системы постоянно менялся на протяжении всех лет.
Однако все эти трудности медного стандарта создали идеальные условия для изготовления первых в Европе бумажных банкнот. Рудовладельцы пришли к выводу, что шахтерам проще оплачивать труд, рассчитываясь с ними медью, но одновременно такие расчёты — слишком тяжела ноша для рабочих. В 1656 году Йохан Палмструх получил королевское разрешение на создание банка. В 1661 году появились первые банкноты в соотношении к медной марке номиналами в риксдалерах. Однако в начале первые бумажные деньги были неодобрительно восприняты населением и банк Палмструха вскоре обанкротился. Привилегии и активы банка Палмструха получил Риксбанк (швед. Riksbank), ныне один из старейших банков в Европе. В 1745 году банк приостановил выпуск монет с медным стандартом и, несмотря на неудачную попытку выпуска первых банкнот, на этот раз банку удается наладить выпуск купюр, который успешно продолжается до монометаллической реформы 1776 года.
| Таблица изменений курса марки за период чеканки |             |                                                    |
| Год                                             | Валюта      | Соотношение марки к валюте                         |
| 1537                                            | 1 далер     | = 3 марки                                          |
| 1545                                            | 1 далер     | = 4 марки                                          |
| 1573                                            | 1 далер     | = 10 марок                                         |
| 1574                                            | 1 далер     | = 30 марок                                         |
| 1575                                            | 1 далер     | = 4 марки                                          |
| 1604                                            | 1 риксдалер | = 4 марки                                          |
| 1619                                            | 1 риксдалер | = 6½ марки                                         |
| 1629                                            | 1 риксдалер | = 6½ марки = 12 серебряных марок = 15 медных марок |
| 1775                                            | 1 риксдалер | = 69¼ медных марок                                 |

| Таблица чеканки шведских марок в период её существования (1536—1755 года) |                                        |                 |
| Король                                                                    | Номиналы в марках, которые чеканились  | Металл          |
| Густав I Ваза (1523—1560)                                                 | ½ , 1, 2 марок                         | Серебро         |
| Эрик XIV (1560—1568)                                                      | 1, 2, 3 марок                          | Серебро         |
| Юхан III и Карл IX Ваза (1568)                                            | 4 марки                                | Серебро         |
| Юхан III (1568—1592)                                                      | 1, 2, 4 марок                          | Серебро         |
| Сигизмунд III Ваза (1592—1599)                                            | 1, 2 марок                             | Серебро         |
| Карл IX (1599—1611)                                                       | ½ , 1, 2, 4, 5, 6, 8, 10, 16, 20 марок | Серебро, золото |
| Юхан Эстергётландский (1608—1618)                                         | 4 марки                                | Серебро         |
| Густав II Адольф Ваза (1611—1632)                                         | 1, 2, 4, 10, 16, 20, 40 марок          | Серебро, золото |
| Кристина I (1632—1654)                                                    | 1, 2, 4 марок                          | Серебро         |
| Карл Х Густав (1654—1660)                                                 | 1, 2 марок                             | Серебро         |
| Карл XI (1660—1697)                                                       | 1, 2, 4, 8 марок                       | Серебро         |
| Карл XII (1697—1718)                                                      | 1, 2, 4, 8 марок                       | Серебро         |
| Ульрика Элеонора (1719—1720)                                              | 1, 2 марок                             | Серебро         |
| Фредерик I (1720—1751)                                                    | 1, 2, 4 марок                          | Серебро         |
| Адольф Фредерик I (1751—1771)                                             | 4 марки                                | Серебро         |

## Денежная реформа 1776 года
В 1776 году король Густав III, поняв нерентабельность биметаллической системы, решил провести новую денежную реформу, отменив медный стандарт и оставив серебряный риксдалер главной валютой Швеции. Марка, которая перестала чеканиться задолго до реформы, была отменена окончательно. Также были изъяты из обращения эртуги и эре (снова были введены в обращение с 1855 года).